# Rőtszakállú
A Rőtszakállú (赤ひげ; Akahige; Hepburn: Akahige) Kuroszava Akira 1965-ös filmje, a társadalmi egyenlőtlenség kérdésével foglalkozik.
Jamamotó Sugoró regényének adaptációja. Dosztojevszkij „Megalázottak és megszomorítottak” című korai regénye alapul szolgál egy jelenethez, melyben egy kislányt, Otojót kimentenek a bordélyházból.
A film korszakhatár Kuroszava életében: ez az utolsó filmje amiben együtt dolgozik Mifune Tosiróval és ez az utolsó fekete-fehér filmje is. A forgatás két évig tartott, mert Kuroszava mindent tökéletesre akart: a díszlet-kórházat olyan fából kellett felépíteni, amilyet a 19. században azon a vidéken használtak.
A filmet teltházzal játszották Japánban és népszerű volt Európában is, de Amerikában nem tudott átütő sikert elérni.

## Története
A film a 19. századi Japánban játszódik. A fiatal dr. Jaszumotó Noborut, aki holland iskolákban tanult modern orvosi módszereket és egy sógun háziorvosának csábító állására vágyik, egy távoli, szegények gyógyításával foglalkozó kórházba küldik posztgradulális gyakorlatra, dr. Niide Kjódzsó főorvos, vagyis a „Rőtszakállú” mellé. (A szerepet Mifune Tosiró alakítja.) A főorvos diktatórikus módszerekkel vezeti a kórházat, dr. Jaszumotóval hamar összevesznek. A fiatal orvos nehezen viseli a spártai körülményeket, ráadásul úgy tűnik Rőtszakállút csak Jaszumotó jegyzetei érdeklik. Viszonyuk azután kezd enyhülni, hogy a főorvos megmenti Jaszumotó életét és lassan kiderül, hogy nem is annyira szívtelen, mint mutatja.
Különböző események során át dr. Jaszumotó megtanulja, mit is jelent valójában az orvosi hivatás, hogy a betegek élete sokkal fontosabb, mint a pénz vagy a siker.

## Szereplők
- Mifune Tosiró – dr. Niide Kjódzsó, a "Rőtszakállú"
- Kamaja Juzó – dr. Jaszumotó Noboru
- Kagava Kjokó – őrült nő, "A sáska"
- Niki Terumi – Otojó

## Külső hivatkozások
- Rőtszakállú az Internet Movie Database oldalon (angolul)
- Rőtszakállú a PORT.hu-n (magyarul)